# Friedrich Schreyvogl
Friedrich Schreyvogl (* 17. Juli 1899 in Mauer (Wien), Österreich-Ungarn; † 12. Jänner 1976 in Wien; auch: Friedrich Schreyvogel) war ein österreichischer Schriftsteller, Publizist, Dramaturg und Kulturredakteur.
Schreyvogl war ein katholisch-nationaler Autor und galt als „Vorzeigeautor des Austrofaschismus“. Er spielte eine wichtige Rolle bei der nationalsozialistischen Unterwanderung der österreichischen Literatur vor dem „Anschluss Österreichs“ und wurde im Deutschen Reich zum Apologeten des Nationalsozialismus.

## Leben
Schreyvogl war ein Urgroßneffe von Joseph Schreyvogel. Er studierte Staatswissenschaften unter anderem bei Othmar Spann. 1922 gehörte er zu den Gründungsmitgliedern des von Karl Anton Prinz Rohan gegründeten Europäischen Kulturbundes. Bevor er 1927 Vorsitzender des Katholischen Österreichischen Schriftstellerverbandes wurde, war er Schriftleiter der Zeitschrift Abendland. 1927 wurde er Professor für Dramaturgie und Literatur an der Staatsakademie. Ab 1931 war er auch Dozent am Reinhardt-Seminar und von 1935 bis 1938 Konsulent der österreichischen Staatstheater. Schreyvogl war Duzfreund des Bundeskanzlers Kurt von Schuschnigg und von Kardinal Theodor Innitzer. In Heinz Kindermanns völkischer Anthologie Des deutschen Dichters Sendung in der Gegenwart (1933) bezeichnete Schreyvogl „Die Dichter als Vorhut der Nation“ Er spielte bei der nationalsozialistischen Unterwanderung der österreichischen Literatur „eine der verhängnisvollsten Rollen“.
1933 trat Schreyvogl aus dem PEN-Club aus. Er bekleidete das Amt eines Landestreuhänders für das Theater in Wien im Rahmen des VF-Werkes „Neues Leben“. 1934 schloss er sich der illegalen NSDAP in Österreich an, am 31. Mai 1938 beantragte er die reguläre Aufnahme in die Partei und wurde rückwirkend zum 1. Mai aufgenommen (NSDAP-Mitgliedsnummer 6.187.644). Er kooperierte mit der NSDAP, war Denunziant für die Reichsschrifttumskammer, sowie Mitbegründer und „Säckelwart“ des nationalsozialistischen Bundes deutscher Schriftsteller Österreichs. 1938 war Schreyvogl mit einem Beitrag im Bekenntnisbuch österreichischer Dichter vertreten, das vom Bund deutscher Schriftsteller Österreichs herausgegeben wurde und in dem die Autoren begeistert den „Anschluss Österreichs“ begrüßten. „Ich will wahrhaftig nichts, als arbeiten“, schrieb er wenige Wochen nach dem „Anschluss“ an Hermann Heinz Ortner, „jetzt haben wir ja Platz genug!“
Schreyvogl übersiedelte er zum Film und arbeitete als Dramaturg sowie als Drehbuchverfasser. Sein Werk umfasst auch über 20 Theaterstücke, von denen es viele aber nur bis zur Premiere brachten. Seine frühen Bühnenwerke waren im NS-Staat „wenig erwünscht“, Autoren wie er und Hermann Heinz Ortner galten unter Nationalsozialisten als Lavierer. Die kluge Wienerin (1941) und Titania (1943) jedoch wurden große Publikumserfolge. Die kluge Wienerin wurde von rund 100 Bühnen über 2000-mal gespielt, 1941/42 erreichte das Lustspiel allein am Deutschen Volkstheater in Wien 64 Aufführungen.
Nach 1945 blieb Schreyvogl im literarischen Leben fest verankert und wusste sich als „unwandelbar katholischer Dichter“ darzustellen. Er bestritt, illegaler Nationalsozialist gewesen zu sein, gab an, zwischen Mai 1938 und Kriegsende der NSDAP angehört zu haben und ersuchte gleichzeitig um Abstandnahme von der Registrierung. Im Kabarett „Blattl vorm Mund“ von Helmut Qualtinger und Carl Merz wird Schreyvogls politische „Wendigkeit“ vom katholischen Ständestaat zum Apologeten des Nationalsozialismus als „schwarzbrauner Schreivogel“ karikiert. 1946 war er Begründer und Präsident der österreichischen LVG (Literarische Verwertungs-Gesellschaft), die zur Wahrung der literarischen Nutzungsrechte ihrer Mitglieder dient. In der Zweiten Republik war er auch in der Kulturredaktion der Wiener Zeitung tätig. Ab 1952 war er Chefdramaturg am Theater in der Josefstadt. und zwischen 1954 und 1959 zweiter Direktor, dann Chefdramaturg des Wiener Burgtheaters.
Von 1956 bis zu seinem Tod im Jahr 1976 war Schreyvogl außerordentliches Mitglied der Akademie der Künste in Berlin (West), Sektion Literatur.
Sein ehrenhalber gewidmetes Grab befindet sich auf dem Wiener Zentralfriedhof (Gruppe 40, Nummer 41).
Schreyvogl gilt als „wendiger, schnell- und vielschreibender Literat“. Auch als Erzähler hat Schreyvogl Bedeutung. Laut Wilpert sind seine Romane „breite Zeitgemälde aus der Zeit vor dem 1. Weltkrieg.“ Auch entwickelten sie „den österreichischen Gedanken“.

## Werke
Dramen:
- Der zerrissene Vorhang, 1920
- Karfreitag, 1920
- Auferstehung, 1921
- Der ewige Weg, 1921

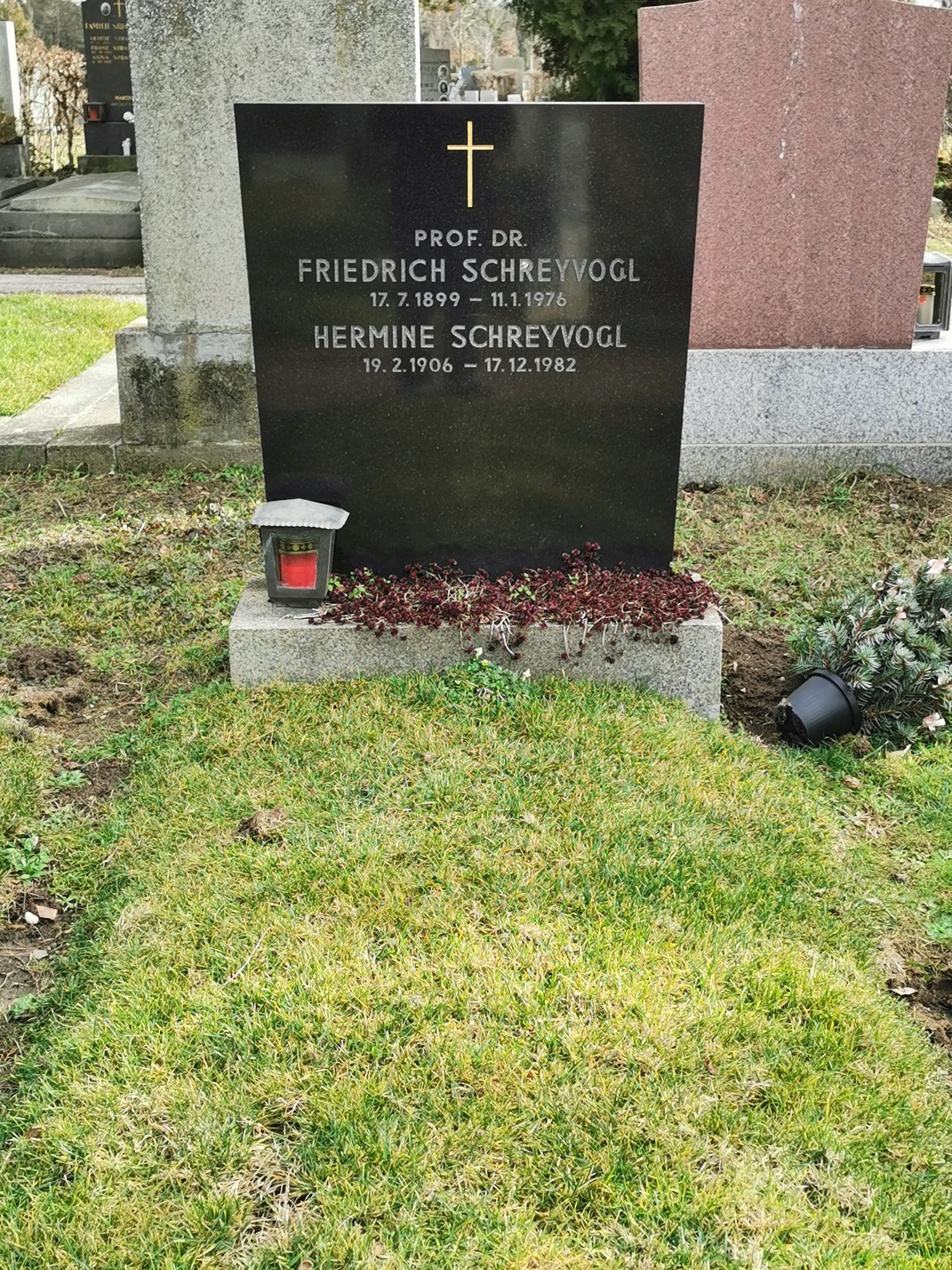
Grabstätte von Friedrich Schreyvogl

- Das Mariazeller Muttergottesspiel, 1924
- Der dunkle Kaiser, 1927
- Johann Orth, 1928
- Der Gott im Kreml, 1937
- Das Liebespaar, 1939
- Die kluge Wienerin, 1941
- Die weiße Dame, 1942
- Titania, 1943
- Die Versuchung des Tasso, 1955
- Der Mann im Feuerofen, 1957

Romane:
- Der Antichrist, 1921
- Tristan und Isolde, 1930
- Liebe kommt zur Macht, 1932
- Franz Grillparzer. Einsamer unter Genießern, 1935
- Brigitte und der Engel. Ein Roman für Liebende, 1936
- Die Nibelungen, 1940
- Eine Schicksalssymphonie, 1941
- Der Friedländer. Roman um Wallenstein. Der Braune Buch-Ring, Berlin 1943
- Der Sohn Gottes, 1948
- Venus im Skorpion, 1961
- Ein Jahrhundert zu früh, Das Schicksal Josephs II. 1964
- Das Burgtheater. Wirklichkeit und Illusion, 1965
- Die Dame in Gold., 1957

Bearbeitungen:
- „Gasparone“
- Dramen von Maxwell Anderson, Lavery

Herausgeber:
- Franz Grillparzer, Gesammelte Werke, 1957
- Ferdinand Raimund, Gesammelte Werke, 1960

Gedichte, Essays, Drehbücher, Operntexte, Übersetzungen

## Filmografie (Auswahl)
- 1936: Die Leuchter des Kaisers
- 1941: Tanz mit dem Kaiser
- 1944/50: Glück muß man haben
- 1953: Ich und meine Frau
- 1954: Ewiger Walzer